# José Vicente Fuentes
José Vicente Fuentes   (Manises, 1986) nom artístic de José Vicente Fuentes Castilla, és un músic, director i compositor valencià.

## Biografia
Va iniciar els seus estudis musicals en l'especialitat de tuba. La seua formació es decanta cap a la composició i la direcció. Va estudiar composició amb Julio Martínez i obtindre el títol professional amb esment d'honor en Fonaments de la Composició. És llicenciat en composició pel Conservatori Superior de Música Joaquín Rodrigo al juny de 2010 amb matrícula d'honor i Premi Extraordinari Fi de Carrera. És Director de l'Ateneu Cultural Ciutat de Manises des de la seua fundació.
Va pertànyer al grup d'arpes Bisbigliando i actualment és membre del grup instrumental 360. Així mateix és el creador, l'any 2008, del sistema educatiu del Ateneu Cultural Ciutat de Manises amb el qual ha aconseguit el Premi a la Innovació Educativa 2012 oferit per la Fundació Horta Sud, Fundació Ugarte i Caixa Popular.
La seua primera obra, Obertura per a Banda va estrenar-se el desembre de 2006 per la Banda Municipal de Santiago de Compostel·la per encàrrec de Roberto Forés, Catedràtic d'Instrumentació i Orquestració del Conservatori Superior de Música de València.
En 2008 rep l'encàrrec de l'Ajuntament de Valladolid per instrumentar l'obra commemorativa del centenari del mateix i rep el Premi Nacional València Crea, i el Premi Villa de Madrid. En 2010 compon la seua primera òpera Hasta la Próxima per a la inauguració del nou centre del Conservatori Superior de Música de València.
Ha rebut diversos premis, com el Villa de Madrid i el Premi Nacional València Crea.

## Guardons
- Premi Nacional “València Crea 2008”. Grup de Càmera[5]
- Premio Vila de Madrid Maestro Villa 2008 per a Banda Simfònica.[1]
- Premi Internacional de composició per a Banda i Cor 40 aniversari de la FSMCV 2009.[7]
- Premi Nacional "València Crea 2009". Grup de Càmera[5]
- Premi Internacional Salvador Seguí 2009 de Montserrat per a Quintet de Vent.[8]
- Accèssit en el Concurs Internacional per a Banda i Solista Ciutat de Llíria 2009 per la seua obra Concert per a Tuba.[9]
- Premi Villa de Madrid Joaquín Rodrigo 2010 per a Orquestra Simfònica.[1]
- Accèssit Concurs Composició Vila de Muro 2012. Banda Simfònica.[10]
- Premio Innovació Educativa 2012 pel seu sistema en l'Ateneu Cultural Ciutat de Manises.[4]
- Premi Nacional València Crea 2013. Grup de Càmera.[5]

## Obres
- Op.1.- La Tuba Boja (Tuba i 2 percussionistes)
- Op.1b.- Concert per a Tuba i Banda (Accèssit concurs internacional per a solista i banda Llíria 2009)[9]
- Op.2.- Rapsòdia Demagoga. (Banda Simfònica). (Accèssit Concurso Composició Vila de Muro 2012)[10]
- Op.3.- La Persistència de la Memòria (10 instruments) (Premi Nacional València Crea 2008).[5]
- Op.4.- Concert per a Banda (Premio Villa de Madrid Maestro Villa 2008, per a Banda Simfònica).[1]
- Op.5.- Rèquiem (Per a Banda, 3 cors, 2 solistes i Electroacústica) (Premi Internacional de composició per a Banda i Cor 40 aniversari de la FSMCV 2009).[11]
- Op.6.- Diari d'una Ment Malalta (grup de càmera) (Premi Nacional València Crea 2009).[5]
- Op.7.- Tabú (Per a banda, encàrrec de l'Institut Valencià de la Música per al certamen de la Comunitat Valenciana 2009).[12]
- Op.8.- Quintet de vent. (Premi Internacional Salvador Seguí 2009 de Montserrat per a quintet de vent).[8]
- Op.9.- Temporis. Per a Orquestra, Cor i Electrònica. (Premio Villa de Madrid Joaquín Rodrigo 2010 per a Orquestra Simfònica)[1]
- Op.10.- Hasta la próxima. Òpera per a Contrabaix, Arpa, Electroacústica, Soprano Lleugera, Soprano dramàtica, Contratenor, Baix i Actor mut. Encàrrec CSMV per a la seua inauguració.[4]
- Op.11.- Sixty-nine. Per a trombó sol. Encàrrec de Francisco Coll per al recital final de carrera en la Guidlhall de Londres.
- Op.12.- Quartet núm. 1. Per a Clarinet Contrabaix, Piano, Violoncel i Contrabaix.
- Op.13.- La Mort Rosa (Concert per a Percussió i Banda).
- Op.14.- L'Enterrament de la Consciència. (Grup de Càmera, 10 instruments). (Premi Nacional València Crea 2013)[5]
- Op.15.- Poemari d'un Temps. Per a cor.
- Op.16.- Cantos de Maldoror. Grup de Càmera.
- Op.17.- El Derrocament de la Imaginació. Para Orquestra Simfònica.
- Op.18.- Cants d'Innocència i d'Experiència. Òpera per a quartet de saxofons sopranos.